# Biblioteca Centrală Universitară din București
Biblioteca Centrală Universitară „Carol I” din București este cea mai veche bibliotecă universitară din București, situată în Palatul Fundației Universitare „Carol I”, sediul Fundațiilor Regale.

## Istorie
Clădirea a fost construită pe locul cumpărat de regele Carol I și a fost proiectată  de arhitectul francez Paul Gottereau. Construcția a fost finalizată în 1893, iar în următorii doi ani, așezământul, numit Fundația Universitară Carol I, a fost dotat și amenajat. Inaugurarea s-a desfășurat în prezența Regelui Carol I, la 14 martie 1895. În 1911, sub conducerea aceluiași arhitect, edificiul este extins și este dat în folosință la 9 mai 1914.
În anul 1925 a avut loc prima conferință a bibliotecarilor, sub coordonarea lui Ion Bianu și Emanoil Bucuța, în aula Fundației Universitare „Carol I”. Tot aici au fost organizate conferințe și simpozioane ale grupărilor culturale „Forum”, „Poesis” și „Criterion”, care a reunit cele mai importante personalități din mediul academic.  
Prin Decretul nr. 136, la 12 iulie 1948, Biblioteca Fundației Universitare devine Biblioteca Centrală a Universității „C.I. Parhon” din București.
Din anul 1963 până în anii '90, B.C.U. a funcționat ca centru național de dotare cu publicații românești a lectoratelor de limbă, literatură și civilizație românească din străinătate. 

În timpul Revoluției din 1989, clădirea a fost incendiată și s-a pierdut fondul bibliotecii alcătuit din cărți rare. Au fost distruse peste 500.000 de volume (dintre care 12.000 de volume de carte bibliofilă), hărți rare, aproape 3.700 de manuscrise care aparțineau unor personalități marcante ale culturii române, printre care Eminescu, Maiorescu, Caragiale, Coșbuc, Blaga, Eliade.
Începând din aprilie 1990, sub egida UNESCO, a început reconstrucția și modernizarea bibliotecii. Ca urmare a apelurilor făcute, s-au făcut donații de peste 100.000 de volume din țară și de peste 800.000 de volume din străinătate.
Exteriorul clădirii a fost restaurat, iar la 20 noiembrie 2001 s-a făcut redeschiderea oficială. Redeschiderea Aulei a avut loc pe 25 iunie 2007, în prezența Majestăților Lor, Regele Mihai și Regina Ana.
Pe locul în care astăzi este ridicat edificiul a fost amplasată casa lui Grigore Peucescu, redactor al ziarului Timpul. Aici, Mihai Eminescu a citit pentru prima oară poezia Scrisoarea a III-a. Mărturie a acestui fapt este placa comemorativă amplasată în 15 iunie 2001, pe unul din zidurile palatului de astăzi.
În 5 aprilie 2006 a fost publicată în Monitorul Oficial, H.G. nr. 445/05.04.2006 prin care s-a modificat denumirea Bibliotecii Centrale Universitare. Astfel, ea a devenit Biblioteca Centrală Universitară „Carol I” din București. 
Statuia ecvestră a Regelui Carol I din fața clădirii bibliotecii a fost realizată de sculptorul Florin Codre, după ce originalul sculptorului Ivan Meštrović a fost distrus la ordinul regimului comunist.

## Biblioteca în cifre[4]
| Dată              | Nr. total volume | Frecvența cititori |
| ----------------- | ---------------- | ------------------ |
| 31 decembrie 2002 | 1.788.548        | 515.089            |
| 31 decembrie 2003 | 1.799.272        | 561.306            |
| 31 decembrie 2004 | 1.788.480        | 570.947            |
| 31 decembrie 2005 | 1.799.915        | 559.548            |
| 31 decembrie 2006 | 1.805.133        | 510.525            |
| 31 decembrie 2007 | 1.804.729        | 449.541            |
| 31 decembrie 2008 | 1.912.718        | 383.532            |
| 31 decembrie 2009 | 1.896.288        | 369.964            |
| 31 decembrie 2010 | 1.896.981        | 373.332            |
| 31 decembrie 2011 | 1.855.424        | 353.510            |
| 31 decembrie 2012 | 1.879.244        | 322.115            |
| 31 decembrie 2013 | 1.867.894        | 322.465            |
| 31 decembrie 2014 | 1.888.383        | 316.766            |
| 31 decembrie 2015 | 2.368.198        | 288.964            |
| 31 decembrie 2019 | 2.401.147        | 226.240            |
| 31 decembrie 2020 | 2.410.966        | 59.019             |
| 31 decembrie 2021 | 2.365.741        | 41.743             |

## Săli de lectură

Amplasarea sălilor de lectură

| Nume sală                                       | Localizare | Tip fond |
| ----------------------------------------------- | ---------- | --- |
| Sala de lectură nr.1 Europa                     | etaj I     | documentație europeană: legislație, standarde, regulamente, publicații comunitare, publicații ale instituțiilor și organizațiilor internaționale |
| Sala de lectură nr.2 Minerva                    | etaj I     | bibliografii, biblioteconomie, știința informării, cataloage, dicționare, enciclopedii, ghiduri, repertorii                                      |
| Sala de lectură nr.3 G. Dem Teodorescu          | etaj I     | publicații seriale |
| Sala de lectură nr.4 Titu Maiorescu             | etaj II    | arheologie, filosofie, istorie, politologie, psihologie, religie, sociologie, științe auxiliare ale istoriei                                     |
| Sala de lectură nr.5 Ștefan Octavian Iosif      | etaj II    | artă, folclor, lingvistică, literatură |
| Sala de lectură nr.6 Constantin Rădulescu-Motru | etaj III   | astronomie, chimie, economie, fizică, management, matematică                                                                                     |
| Sala de lectură nr.7 Simion Mehedinți           | etaj III   | astronomie, biologie, botanică, geografie, geologie, medicină, tehnică, inginerie, zoologie                                                      |

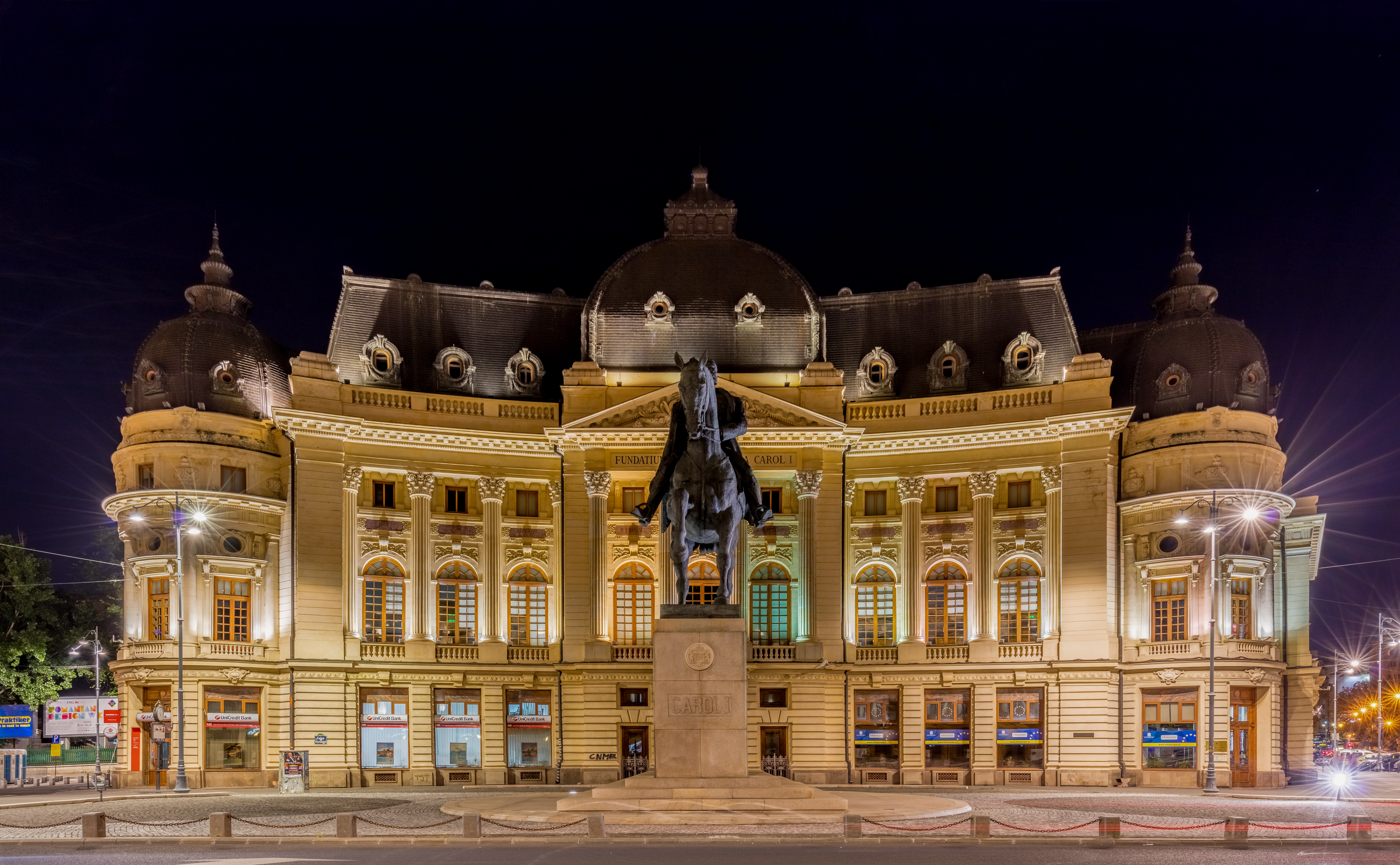
Vedere frontală a BCU și a statuii lui Carol I
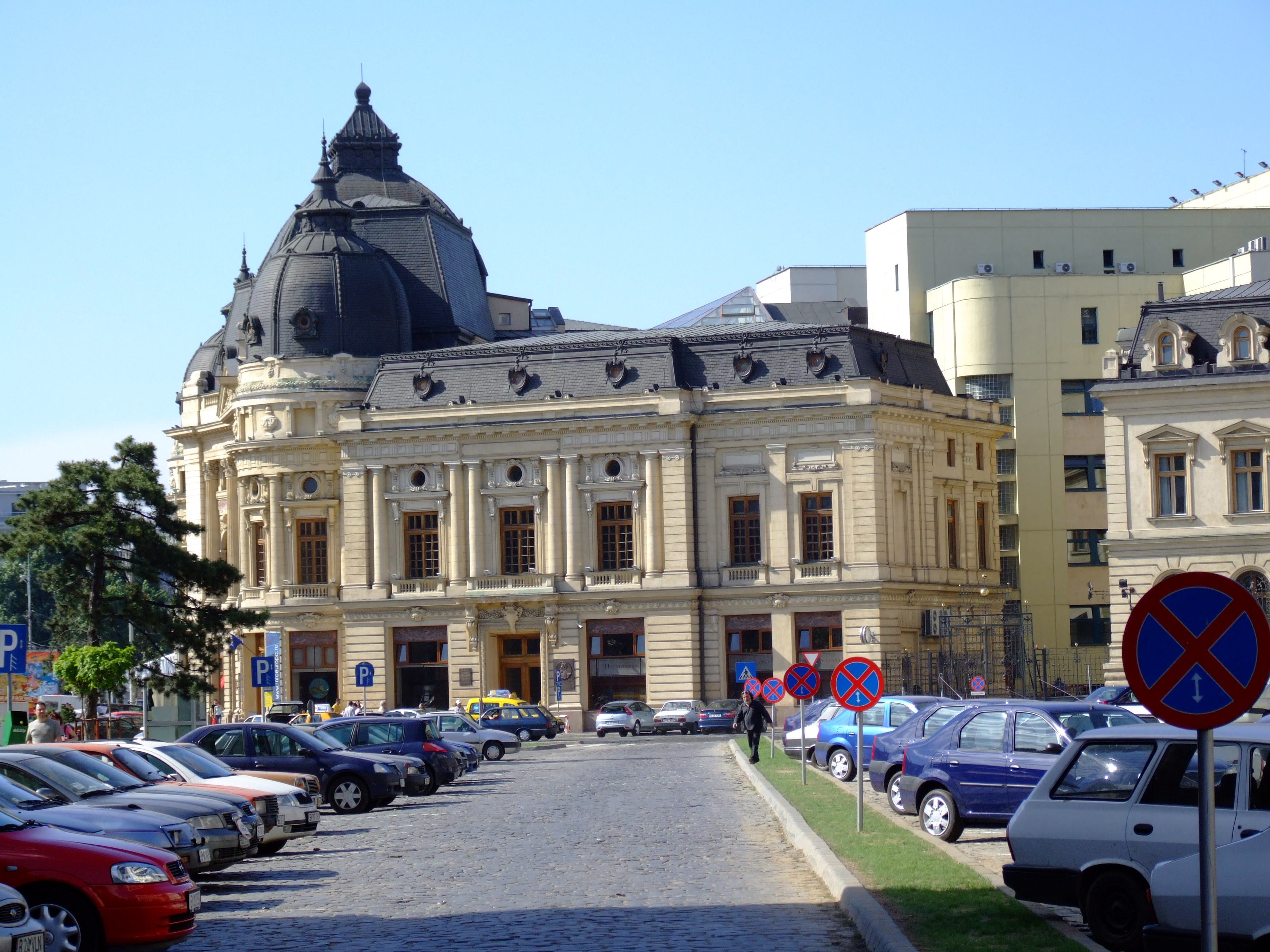
BCU dinspre Monumentul Renașterii Naționale
Placă comemorativă
Aspect interior
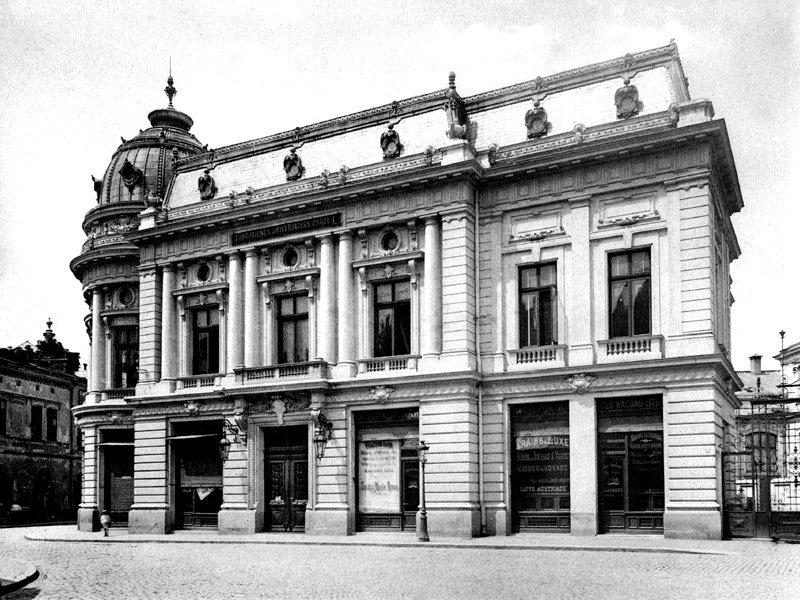
Palatul fundației Universitare la 1900
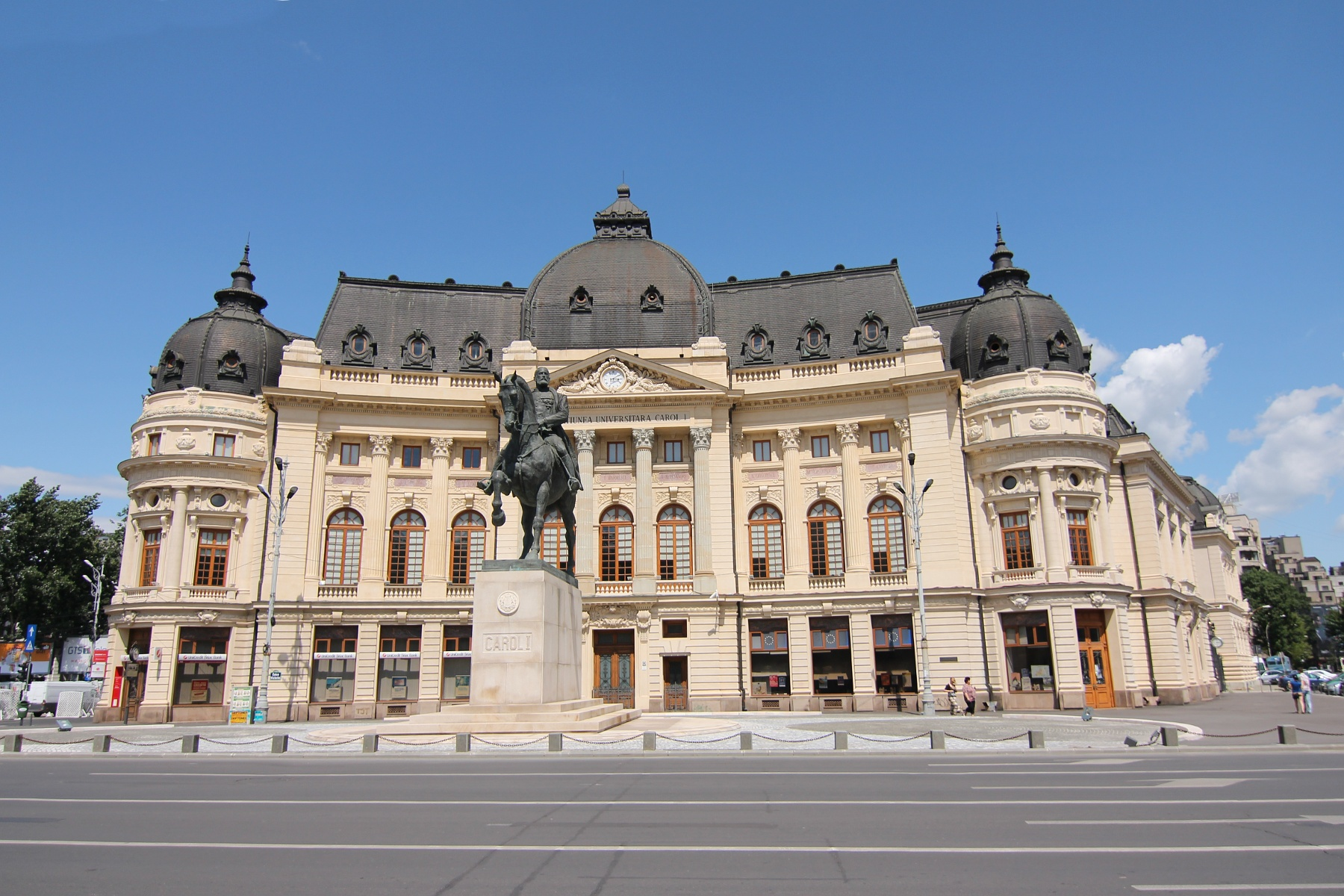
Vedere frontală, incluzând Statuia ecvestră a lui Carol I din București

## Directori ai Fundației Universitare ,,Carol I” din București
1. G. Dem. Teodorescu , folclorist și istoric literar (1895-1899)
2. Alexandru Tzigara-Samurcaș, istoric de artă, etnograf, muzeolog (1899-1946)
3. Nicolae Bănescu, istoric, profesor universitar (1946-1948)

## Directori ai Bibliotecii Centrale Universitare din București
1. Constantin I. Balmuș, filolog și profesor universitar (1948)
2. Nicolae Mironescu, bibliolog (1948 - 1952)
3. Gheorghe Vlădescu-Răcoasa, sociolog și om politic (1952-1956)
4. Vasile Suciu (1957-1963)
5. Mircea Tomescu, bibliolog și istoric al cărții (1963-1969)
6. Constantin Nuțu, istoric (1969-1979)
7. Ion Stoica, profesor universitar și bibliolog (1983-2003)
8. Mircea Regneală, istoric al cărții și bibliolog (2003-2010)
9. Mireille-Carmen Rădoi, profesor universitar și prima femeie director a Bibliotecii Centrale Universitare ,,Carol I” din București (2010 - prezent)